# Hassisen kone
Hassisen kone, finskt rockband som startades av musikern Ismo Alanko 1980. Bandet splittrades två år senare. Bandets mest kända hits är låtarna "Levottomat jalat" och "Rappiolla".